# Marea Väinameri
Marea Väinameri este marea care desparte Arhipelagul Estonian (Saaremaa, Hiiumaa, Muhu, Vormsi) de Estonia propriu-zisă. Aceasta cuprinde o suprafață de 2200 de km². 